# 小書きこ
小書きの「こ」(𛄲、𛅕)は小書き平仮名の「こ」および片仮名の「コ」であり、日本語で使用される仮名のひとつである。「こ」と発音する。
主に数詞の「個」や「箇」の意味で使用される。「ヶ」を「こ」の発音で読む場合に使用されることも多い。八百屋などの商店では、手書きの値札に描かれる。
江戸時代以前より使用されている。

## 小書きこに関わる諸事項
- Adobe-Japan1に含まれており、OpenTypeフォントではこの文字も含むものも多い（Proフォント以上）。現在はUnicodeに登録され、Unicode 15.0に追加されていることが明らかになった[1][2]。